# Аристес (Пенсільванія)
Аристес (англ. Aristes) — переписна місцевість (CDP) в США, в окрузі Колумбія штату Пенсільванія. Населення — 256 осіб (2020).

## Географія
Аристес розташований за координатами 40°48′52″ пн. ш. 76°20′27″ зх. д. / 40.81444° пн. ш. 76.34083° зх. д. (40.814430, -76.340753).  За даними Бюро перепису населення США в 2010 році переписна місцевість мала площу 0,97 км², з яких 0,96 км² — суходіл та 0,00 км² — водойми.

## Демографія
Згідно з переписом 2010 року, у переписній місцевості мешкало 311 осіб у 137 домогосподарствах у складі 88 родин. Густота населення становила 321 особа/км².  Було 157 помешкань (162/км²).
Расовий склад населення:
| - 100,0 % — білих |

До двох чи більше рас належало 0,0 %. Частка іспаномовних становила 0,0 % від усіх жителів.
За віковим діапазоном населення розподілялося таким чином: 14,8 % — особи молодші 18 років, 63,7 % — особи у віці 18—64 років, 21,5 % — особи у віці 65 років та старші. Медіана віку мешканця становила 47,3 року. На 100 осіб жіночої статі у переписній місцевості припадало 92,0 чоловіків;  на 100 жінок у віці від 18 років та старших — 94,9 чоловіків також старших 18 років.
Середній дохід на одне домашнє господарство  становив 56 668 доларів США (медіана — 56 250), а середній дохід на одну сім'ю — 69 022 долари (медіана — 64 063). Медіана доходів становила 48 750 доларів для чоловіків та 37 083 долари для жінок. За межею бідності перебувало 8,7 % осіб, у тому числі 11,5 % дітей у віці до 18 років та 14,8 % осіб у віці 65 років та старших.
Цивільне працевлаштоване населення становило 146 осіб. Основні галузі зайнятості: освіта, охорона здоров'я та соціальна допомога — 29,5 %, виробництво — 19,2 %, роздрібна торгівля — 16,4 %.